# Čamurlija
Čamurlija (izvirno srbsko Чамурлија) je naselje v Srbiji, ki upravno spada pod Občino Crveni Krst; slednja pa je del Niškega upravnega okraja.

## Demografija
V naselju, katerega izvirno (srbsko-cirilično) ime je Чамурлија, živi 432 polnoletnih prebivalcev, pri čemer je njihova povprečna starost 39,6 let (38,8 pri moških in 40,5 pri ženskah). Naselje ima 142 gospodinjstev, pri čemer je povprečno število članov na gospodinjstvo 3,85.
To naselje je, glede na rezultate popisa iz leta 2002, večinoma srbsko.
|  |

| Demografija | Demografija     | Demografija     |
| Leto        | Št. prebivalcev | Št. prebivalcev |
| ----------- | --------------- | --------------- |
|             |                 |                 |
|             |                 |                 |
|             |                 |                 |
|             |                 |                 |
| 1948        | 406             |                 |
| 1953        | 421             |                 |
| 1961        | 462             |                 |
| 1971        | 474             |                 |
| 1981        | 534             |                 |
| 1991        | 566             | 557             |
| 2002        | 553             | 546             |
|             |                 |                 |

| Etnična sestava po popisu iz leta 2002 | Etnična sestava po popisu iz leta 2002 | Etnična sestava po popisu iz leta 2002 | Etnična sestava po popisu iz leta 2002 | Etnična sestava po popisu iz leta 2002 |
| -------------------------------------- | -------------------------------------- | -------------------------------------- | -------------------------------------- | -------------------------------------- |
| Srbi                                   | Srbi                                   |                                        | 541                                    | 99,08%                                 |
| Makedonci                              | Makedonci                              |                                        | 1                                      | 0,18%                                  |
| Neznano                                | Neznano                                |                                        | 3                                      | 0,54%                                  |